# 206185 Yip
206185 Yip è un asteroide della fascia principale. Scoperto nel 2002, presenta un'orbita caratterizzata da un semiasse maggiore pari a 2,7795879 UA e da un'eccentricità di 0,0970345, inclinata di 5,10389° rispetto all'eclittica.